# Шоппернау
Шоппернау (нім. Schoppernau) — містечко та громада  округу Брегенц в землі Форарльберг, Австрія. Шоппернау лежить на висоті 852 м над рівнем моря і займає площу 47,64 км². Громада налічує 934 мешканців. Густота населення 20/км².  
Громада лежить в районі, який носить назву Брегенцький ліс (нім. Bregenzerwald). Неподалік розкинулося Боденське озеро. Через містечко протікає річка Брезенцер Ах. Населення Форальбергу розмовляє алеманським діалектом німецької мови, а тому ближче до швейцарців, ніж до населення більшої частини Австрії,  яке розмовляє баварсько-австрійським діалектом. Основною індустрією Форальбергу є спортивний туризм, і кожен населений пункт має розвинуту інфраструктуру: транспорт, готелі тощо. 
|                                    |
| Шоппернау на мапі округу та землі. |

Адреса управління громади: Unterdorf 2, 6886 Schoppernau. 

## Демографія
Історична динаміка населення міста за даними сайту Statistik Austria